# ف
La fāʾ (en árabe ﻓﺎء, fāʾ [faːʔ]) es la vigésima letra del alfabeto árabe. Representa un sonido obstruyente, fricativo, labiodental y sordo, /f/. En la numeración abyad tiene el valor de 80.
En Marruecos puede encontrarse también con el punto abajo (ڢ), teniendo entonces la grafía ﻑ el valor de la qāf.

## Uso
En el proceso de evolución del árabe, el sonido protosemita /p/ se volvió en árabe a /f/  y esto se refleja en el uso de la letra que representa /p/ en otras lenguas semíticas se refleja en /f/ en árabe.
Ejemplos de uso en árabe estándar moderno :
- Fāʾ-fatḥah (فَـ /fa/) es un prefijo multifunción equivalente más comúnmente a "así" o "así".
  - Por ejemplo: نَكْتُب naktub ("escribimos") → فَنَكْتُب fanaktub ("así escribimos").

## Escritura
La letra se escribe de varias formas según su posición en la palabra:
| Posición | Aislada | Final | Media | Inicial |
| -------- | ------- | ----- | ----- | ------- |
| Forma:   | ف       | ـف    | ـفـ   | فـ      |

### Variante tradicional magrebí

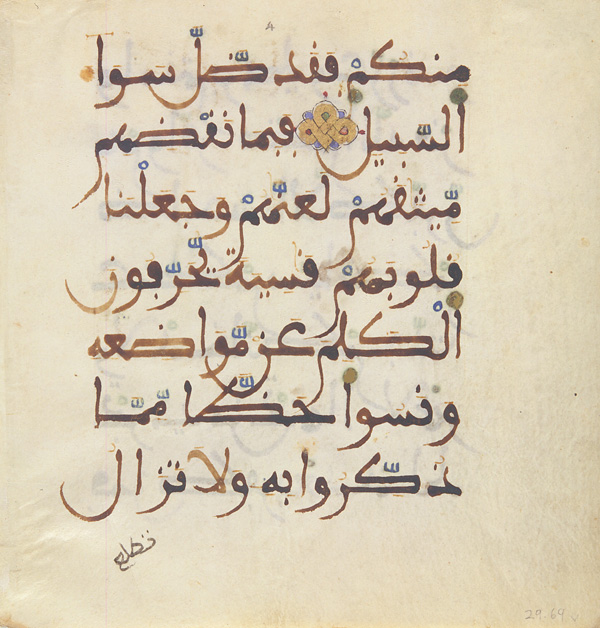
Sura Al-Ma'ida en un Corán del con típica caligrafía magrebí. Nótese la diferencia de (entre otras) la 4.ª línea que en escritura estándar sería:
قُلُوبَهُمْ قَـٰسِيةً يُحَرِّفُونَ

En el Magreb fa y qaf tradicionalmente se solían escribir de forma diferente a como se hace en el Máshrek. Específicamente fa con un punto inferior (en vez de uno superior) y qaf con un punto superior (en vez de dos). En sus forma finales en las que la cola de ambas letras sirve para diferenciarlas, se omiten los puntos.
En las escrituras magrebíes, el punto i'ajami en fāʼ se ha escrito tradicionalmente debajo ( ڢ). Alguna vez fue el estilo predominante, ahora se usa principalmente en países del Magreb en situaciones ceremoniales o para escribir el Corán, con la excepción de Libia y Argelia, que adoptaron la forma mashriqí (con el punto arriba).
| Posición: | Aislada | Final | Media | Inicial |
| --------- | ------- | ----- | ----- | ------- |
| Forma:    | ڢ       | ـڢ    | ـڢـ   | ڢـ      |

El alfabeto magrebí, para escribir qāf ( ق), una letra que se parece fā’ ( ف) en las formas inicial y medial, pero en realidad es un qāf con un solo punto ( ڧ).

### Variante de Asia Central
En las ortografías arábigas del uigur, kazajo y kirguís, la letra fā’ tiene una asta descendente en las posiciones finales y aisladas, muy parecida a la versión magrebí de qāf.
| Posición | Aislada | Final | Media | Inicial |
| -------- | ------- | ----- | ----- | ------- |
| Forma:   | ڧ       | ـڧ    | ـڧـ   | ڧـ      |

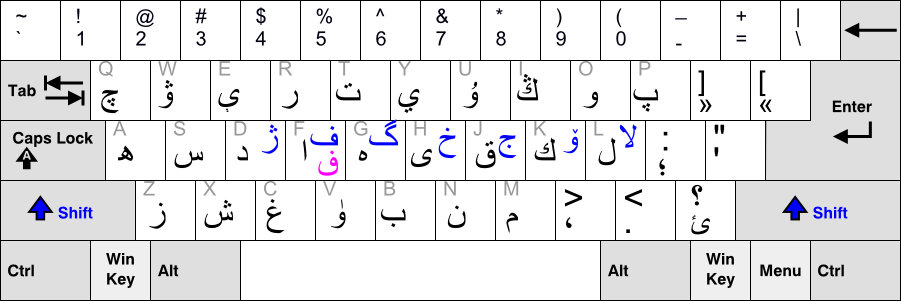
Distribución del teclado uigur de MS Windows. Para la combinación de teclas aparece U+06A7 ڧ en las versiones antiguas (en fucsia) y la estándar U+06A7 ڧ en las más recientes (en azul).

En teoría esta forma de fā’ se podría representar usando el carácter U+06A7 ڧ ARABIC LETTER QAF WITH DOT ABOVE, pero en la práctica U+0641 ف ARABIC LETTER FEH se utiliza en las bases de datos de estos idiomas y la mayoría de las fuentes comerciales para estos idiomas dan al punto de código de la fa árabe habitual la forma de ڧ.
Cuando se añadió por primera vez el uigur para Microsoft Windows en Windows Vista y Windows Server 2008, la combinación de teclas shift+F daba como resultado U+06A7 ڧ . La distribución de teclado uigur en Windows 7 y Windows Server 2008 R2 cambió esa combinación de teclas para hacer aparecer U+0641 ف . En los sistemas más nuevos, la antigua distribución de teclado todavía está disponible bajo el nombre de Uygur (Legacy).

## Descendientes

### Ve
Normalmente, la letra ف fāʼ representa el sonido /f/, pero también se usa a menudo para algunos nombres y préstamos extranjeros donde proviene del sonido /v/ que es arabizado como /f/ por los hablantes. Por ejemplo, يُونِيلِفِر, Unilever. 
Sin embargo también puede usarse especfíficamente una fāʼ modificada ڤ con 3 puntos arriba, denominada  ve en este caso.
El carácter está asignado en Unicode en la posición U+06A4.
| Posición | Aislada | Final | Media | Inicial |
| -------- | ------- | ----- | ----- | ------- |
| Forma:   | ڤ       | ـڤ    | ـڤـ   | ڤـ      |

Variante tunecina y argelina
En Túnez y Argelia los puntos se mueven debajo (Unicode U+06A5).
| Posición | Aislada | Final | Media | Inicial |
| -------- | ------- | ----- | ----- | ------- |
| Forma:   | ڥ       | ـڥ    | ـڥـ   | ڥـ      |

## Unicode
El estándar Unicode pretende recoger todas las variantes de fāʾ.
| Punto de código | Aislada | Final | Media | Inicial                                                                              | Nombre de carácter Unicode |
| --------------- | ------- | ----- | ----- | ------------------------------------------------------------------------------------ | -------------------------- |
|                 | ف       | ـف    | ـفـ   | فـ style="text-align:left"\| ARABIC LETTER FEH                                       |                            |
| U+06A1          | ڡ       | ـڡ    | ـڡـ   | ڡـ \|style="text-align:left"\| ARABIC LETTER DOTLESS FEH                             |                            |
| U+06A2          | ڢ       | ـڢ    | ـڢـ   | ڢـ \|style="text-align:left"\| ARABIC LETTER FEH WITH DOT MOVED BELOW                |                            |
| U+06A3          | ڣ       | ـڣ    | ـڣـ   | ڣـ \|style="text-align:left"\| ARABIC LETTER FEH WITH DOT BELOW                      |                            |
| U+06A4          | ڤ       | ـڤ    | ـڤـ   | ڤـ \|style="text-align:left"\| ARABIC LETTER FEH WITH 3 DOTS ABOVE = VEH             |                            |
| U+06A5          | ڥ       | ـڥ    | ـڥـ   | ڥـ \|style="text-align:left"\| ARABIC LETTER FEH WITH 3 DOTS BELOW = MAGHRIBI VEH    |                            |
| U+06A6          | ڦ       | ـڦ    | ـڦـ   | ڦـ \|style="text-align:left"\| ARABIC LETTER FEH WITH 4 DOTS ABOVE = PEHEH           |                            |
| U+0760          | ݠ       | ـݠ    | ـݠـ   | ݠـ \|style="text-align:left"\| ARABIC LETTER FEH WITH 2 DOTS BELOW                   |                            |
| U+0761          | ݡ       | ـݡ    | ـݡـ   | ݡـ \|style="text-align:left"\| ARABIC LETTER FEH WITH 3 DOTS POINTING UPWARDS BELOW  |                            |
| U+08A4          | ࢤ       | ـࢤ    | ـࢤـ   | ࢤـ \|style="text-align:left"\| ARABIC LETTER FEH WITH DOT BELOW AND THREE DOTS ABOVE |                            |
| U+08BB          | ࢻ       | ـࢻ    | ـࢻـ   | ࢻـ \|style="text-align:left"\| ARABIC LETTER AFRICAN FEH                             |                            |